# Erdaoqiao (sockenhuvudort i Kina, Xinjiang Uygur Zizhiqu, lat 46,39, long 83,56)
Erdaoqiao (kinesiska: 二道桥, 二道桥乡) är en sockenhuvudort i Kina. Den ligger i den autonoma regionen Xinjiang, i den nordvästra delen av landet, omkring 430 kilometer nordväst om regionhuvudstaden Ürümqi. Antalet invånare är 2 299. Befolkningen består av 1 073 kvinnor och 1 226 män. Barn under 15 år utgör 21,0 %, vuxna 15-64 år 74 %, och äldre över 65 år 3,0 %.
Runt Erdaoqiao är det glesbefolkat, med 18 invånare per kvadratkilometer. Närmaste större samhälle är Jiaoqu, 16,5 km norr om Erdaoqiao. Trakten runt Erdaoqiao består i huvudsak av gräsmarker.
Genomsnittlig årsnederbörd är 288 millimeter. Den regnigaste månaden är juli, med i genomsnitt 52 mm nederbörd, och den torraste är februari, med 12 mm nederbörd.